# Copel Moscu
Copel Moscu (n. 13 septembrie 1953, Piatra Neamț), este un regizor de film român.
A absolvit Institutul de Artă Teatrală și Cinematografică „I.L. Caragiale” în 1978, apoi s-a angajat la Studioul de Film Documentar „Alexandru Sahia”, București.
A realizat peste 50 de filme de scurt și lungmetraj, în calitate de regizor și scenarist, pentru care a obținut peste 25 de premii naționale și internaționale.
Este directorul Festivalului Internațional de Film Cinepolitica. și directorul Festivalului Internațional de film Experimental (BIEFF) București.

## Profesor Universitar
Universitatea Nationala de Arta Teatrala si Cinematografica – Bucuresti, regie film
Universitatea Nationala de Arte, Foto-Video
Absolvent al bursei Fulbright USA
Absolvent al cursurilor Realizator si Producator Film Slovacia
Diploma de Licenta in Arta Cinematografica si Televiziune, specialitatea Regie
Absolvent al sectiei Regie de Film si Televiziune, Facultatea de Film, UNATC Bucuresti

## Cărti publicate (traduceri)
„Filmul si epoca digitala”, Ed.U.N.A.T.C. Press 2008, ISBN 978-973-1790-19-0
„Filmul si lumea virtuala”, Ed. Oscar Print, 2008, ISBN 978-973-668-214-8
„Goltzius & Pelican Company” de Peter Greenaway – editor 2013
„Gramatica Limbajului Cinematografic” de Daniel Arrijon – editor 2013

## Articole publicate
„Studii si Cercetari de Film si Televiziune” – 2006, Ed. U.N.A.T.C. Press, ISSN 1841-1812 (61 pag.)
1980 – 1991 - 30 de articole publicate in Revista Cinema si Almanahul Cinema
Brevet de Inventie nr.118703 (OSIM) - 2007 privind securizarea documentelor
Initiatorul WorkShop-ului cu tema „Filmul Documentar in Epoca Digitala – Modalitati de abordare si realizare ( PNC-DI) 

## Alte activități
- 2005 - consilier la Realitatea TV “Filmul si epoca digitala“ – lucrare de doctorat
- 2006 - 2007 – consilier TVR(televiziune publica) in probleme de film
- 2006 - 2011 – Membru in 5 comisii CNC de aprobare a scenariilor
- 2007 - presedintele juriului Signis Monte Carlo – Festivalul mondial al televiziunii Publice
- 2008 - 2011 – Presedintele Comisiei de Clasificare a Salilor de Cinema din Romania
- 2009 - expert al Ministerului Culturii in domeniul audio-vizualului
- 2010 - fondator si director al Festivalului International de Film Experimental EXPIFF - BIEFF
- 2010 - Initiatorul conceptului Festivalului de Film Evreiesc
- 2011 - 2017 - fondator si director al Festivalului International de Film Experimental Bucuresti BIEFF (www.bieff.ro)
- 2011 - 2017 - fondator si director al Festivalului International de Film Politic Cinepolitica, Bucuresti
- 2012 - 2016 – profesor invitat la Scoala de Audiovizual (ESAV) Tolouse, Franta (cursuri, comisii doctorale)
- 2015 - membru in comisia de doctorat la ESAV Toulouse, Franta
- 2004 - decorat cu gradul de cavaler in domeniul invatamantului 
- 1991 - cetatean de onoare a orasului New Orleans, SUA, 1991

## Filmografie
- Seraliștii (1982)
- Căutătorii de aur (1983)
- Pe malul Ozanei (1984)
- Va veni o zi… (1985/1990)
- Vârsta de aramă (1987)
- Marșul poștașilor (1987)
- Intrarea unui tren în gară (1988)
- Școala mea iubită (1988)
- Am ales libertatea (1992)
- Comoara naivă (2018)

### Consultant
- Domnișoara Christina (2013) – consultant scenariu